# Eleição municipal de São Bernardo do Campo em 2012
As eleições municipais em São Bernardo do Campo de 2012 aconteceram no dia 7 de outubro. Nessa ocasião, foram votados candidatos para ocupar os cargos de prefeito, o vice-prefeito e 28 vereadores.
Cinco candidatos disputaram a prefeitura bernardense no primeiro turno: Luiz Marinho (PT), Alex Manente (PPS), Aldo Santos (PSOL), Ademir Silvestre (PSC) e Lígia Gomes (PSTU). Marinho foi reeleito direto no primeiro turno como prefeito da cidade, contando com 65,79% dos votos, se reelegendo prefeito de São Bernardo do Campo.
Esta foi a 16º eleição direta para o comando da prefeitura na história da cidade, que terminou por reconduzir ao cargo o 30º prefeito desde a criação do município antigo em 1889; o 17º desde a emancipação em 1944; e o 14º por sufrágio universal.

## Candidatos
Cinco candidatos disputaram o poder executivo da cidade: Ademir Silvestre pelo PSC, Aldo Santos pelo PSOL, Alex Manente pelo PPS, Lígia Gomes pelo PSTU e Luiz Marinho pelo PT.
| Candidato(a) a prefeito(a) | Candidato(a) a prefeito(a) | Candidato(a) a prefeito(a) | Candidato(a) a vice prefeito(a) | Candidato(a) a vice prefeito(a) | Candidato(a) a vice prefeito(a) | Coligação |
| -------------------------- | -------------------------- | -------------------------- | ------------------------------- | ------------------------------- | ------------------------------- | --- |
| 13                         |                            | Luiz Marinho (PT)          |                                 |                                 | Frank Aguiar (PTB)              | São Bernardo não pode parar Partido dos Trabalhadores (PT) Partido Trabalhista Brasileiro (PTB) Partido do Movimento Democrático Brasileiro (PMDB) Partido Social Democrático (PSD) Partido Comunista do Brasil (PCdoB) Partido Socialista Brasileiro (PSB) Democratas (DEM) Partido Progressista (PP) Partido da República (PR) Partido Democrático Trabalhista (PDT) Partido Republicano Brasileiro (PRB) Partido Verde (PV) Partido Trabalhista Cristão (PTC) Partido Social Democrata Cristão (PSDC) Partido Social Liberal (PSL) Partido Pátria Livre (PPL) Partido Trabalhista do Brasil (PTdoB) |
| 16                         |                            | Lígia Gomes (PSTU)         |                                 |                                 | Cesar Raya (PSTU)               | Sem coligação |
| 20                         |                            | Ademir Silvestre (PSC)     |                                 |                                 | Marini Margarete Setti (PSC)    | Sem coligação |
| 23                         |                            | Alex Manente (PPS)         |                                 |                                 | Admir Ferro (PSDB)              | Juntos por São Bernardo Partido Popular Socialista (PPS) Partido da Social Democracia Brasileira (PSDB) Partido Humanista da Solidariedade (PHS) Partido da Mobilização Nacional (PMN) Partido Renovador Trabalhista Brasileiro (PRTB) Partido Republicano Progressista (PRP) Partido Trabalhista Nacional (PTN) |
| 50                         |                            | Prof. Aldo Saltos (PSOL)   |                                 |                                 | Diógenes de Freitas (PSOL)      | Sem coligação |

## Pesquisas
| Data       | Instituto            | Luiz Marinho (PT) | Alex Manente (PPS) | Ademir Silvestre (PSC) | Aldo Santos (PSOL) | Lígia Gomes (PSTU) | Brancos e Nulos | Indecisos |
| ---------- | -------------------- | ----------------- | ------------------ | ---------------------- | ------------------ | ------------------ | --------------- | --------- |
| 05/08/2012 | Diário do Grande ABC | 46,5%             | 28,9%              | 1,1%                   | 1,4%               | 1%                 | 11%             | 10,1%     |
| 23/08/2012 | Diário do Grande ABC | 53,4%             | 22,7%              | 0,7%                   | 0,7%               | 0,3%               | 11,8%           | 10,4%     |
| 27/09/2012 | Diário do Grande ABC | 56,9%             | 23%                | 1,4%                   | 0,8%               | 0,5%               | 13,1%           | 4,3%      |
| 05/10/2012 | Diário do Grande ABC | 55,4%             | 27,8%              | 1,1%                   | 0,7%               | 0,5%               | 9,3%            | 5,2%      |

## Resultados

### Prefeito
Após uma campanha política marcada por acusações entre os candidatos Luiz Marinho (PT) e Alex Manente (PPS), o petista saiu vitorioso na disputa do cargo de prefeito de São Bernardo do Campo, vencendo no primeiro turno com 65,79% dos votos.
Luiz Marinho sempre liderou as pesquisas de intenção de voto e já havia ganho a eleição municipal em 2008, quando recebeu 58,19% dos votos.
| Candidato(a)           | Vice                         | Turno Único 7 de outubro de 2012 | Turno Único 7 de outubro de 2012 |
| Candidato(a)           | Vice                         | Votação                          | Votação                          |
| Porcentagem            | Total                        | Porcentagem                      | Total                            |
| ---------------------- | ---------------------------- | -------------------------------- | -------------------------------- |
| Luiz Marinho (PT)      | Frank Aguiar (PTB)           | 65,79%                           | 261.339                          |
| Alex Manente (PPS)     | Admir Ferro (PSDB)           | 30,94%                           | 122.924                          |
| Ademir Silvestre (PSC) | Marini Margarete Setti (PSC) | 1,97%                            | 7.812                            |
| Aldo Santos (PSOL)     | Diógenes de Freitas (PSOL)   | 0,91%                            | 3.596                            |
| Lígia Gomes (PSTU)     | Cesar Raya (PSTU)            | 0,39%                            | 1.569                            |
| Total de votos válidos | Total de votos válidos       | 82,31%                           | 397.240                          |
| Votos em branco        | Votos em branco              | 6,41%                            | 30.913                           |
| Votos nulos            | Votos nulos                  | 11,29%                           | 54.480                           |
| Total                  | Total                        | 100,00%                          | 482.633                          |
| Abstenções             | Abstenções                   | 15,96%                           | 91.633                           |
| Votos apurados         | Votos apurados               | 84,04%                           | 482.633                          |
| Total de eleitores     | Total de eleitores           | 100,00%                          | 574.266                          |